# Mã lực

Mã lực

Mã lực hay Sức ngựa, viết tắt là Hp - Horsepower (tiếng Anh) hoặc Ps - Pferdestärke (tiếng Đức) là một đơn vị dùng để chỉ công suất. Nó được định nghĩa là công cần thiết để nâng một khối lượng 75 kg lên cao 1 mét trong thời gian 1 giây hay 1HP = 75 kgf⋅m/s = 735 W.
Trong thực tế để chuyển đổi nhanh chóng giữa các đơn vị "mã lực" và "kW" (kilô watt), người ta hay dùng các hệ số tương đối như sau: 
- Ở nước Anh: 1 HP = 0,7457 kW
- Ở nước Pháp: 1 CV (mã lực) = 0,7355 kW
- 1 kW = 1,36 CV = 1,34 HP

Có nhiều định nghĩa mã lực, với giá trị khác nhau dao động từ 735 đến 746 W.